# Emiel Sandtke
Emiel Sandtke (Delft, 18 januari 1983) is een Nederlands acteur, voornamelijk bekend van zijn rol als Dex Huygens in de RTL-soap Goede tijden, slechte tijden. Hij is eveneens bekend van zijn rol als Sander Looman in Vuurzee en als Thomas in Het Huis Anubis en de Vijf van het Magische Zwaard.

## Biografie
Emiel Sandtke (1983) is een Nederlandse Acteur, Scenarioschrijver en Filmregisseur.
In 2016 behaalde hij zijn master in de audiovisuele kunsten aan LUCA School of Arts in Brussel. Zijn afstudeerfilm Flying Rats werd geselecteerd voor prestigieuze internationale filmfestivals over de hele wereld, zoals: TIFF (Toronto), Cinekid (Amsterdam) en CHP (Kopenhagen). Ook was deze film halve finalist bij de Student Academy Awards en won die de jongeren juryprijs op de SIFFCY (New Delhi).
In 2021 voltooide Emiel zijn eerste middellange fictiefilm Neontetra. Neontetra werd genomineerd voor twee Gouden Kalf-prijzen (Nederlands Film Festival) en won meerdere Europese prijzen, waaronder de publieksprijs op Un Festival C'est Trop Court! in Nice en de Prix de la Liberté op het Festival du Film Court de Villeurbanne.
Voordat hij zijn carrière als filmmaker begon, werkte Emiel bijna 10 jaar als acteur in het Nederlandse theater, de film- en televisie-industrie. In 2005 brak hij door als een van de hoofdpersonages in de bekroonde televisieserie Vuurzee. Voor het grotere publiek is Emiel vooral bekend van zijn rol in de langstlopende Nederlandse soapserie Goede Tijden Slechte Tijden.
Naast acteren was Emiel in 2009 en 2010 tevens schrijver en presentator van het populaire live televisie-kinderprogramma Zapplife.

## Filmografie

### Televisie
Hoofdrollen:
- Vuurzee - Sander Looman (2005-2009)
- Spetter - Mark (2007)
- Goede tijden, slechte tijden - Dex Huygens (2008-2010)

Gastrollen:
- Costa! - Sander (2005)
- Het Huis Anubis en de Vijf van het Magische Zwaard - Thomas (2011)

### Films
- Burgers/Reizigers - Alex (2005)
- Body Image - Dave (2006)
- Sl8n8 - Stefan (2006)
- Spetter en het Romanov Raadsel - Mark (2007)
- Trage Liefde - Felix (2007)
- Drang - Tobias (2008)
- Late Night Suicide - Joris (2013)

### Videoclip
- Maud Mulder - Omdat je bij me blijft

### Theater
- Edward II, Theatro (2006)
- The Passion (2011)

## Trivia
- Sandtke speelt zowel in Vuurzee als GTST een personage dat oorspronkelijk ten tonele verscheen als een medicijnen stelende zoon van een huisarts.
- Sandtke figureert in de videoclip Omdat je bij me blijft van zangeres Maud Mulder, als (ex-)vriend van de zangeres.